# 마흐마두 알파조르 바
마흐마두 알파조르 바(영어: Mahmadu Alphajor Bah, 1977년 1월 1일 ~ 2016년 9월 21일)는 시에라리온의 전직 축구 선수이다. 현역 시절 포지션은 미드필더였다.